# Anochetus vexator
Anochetus vexator är en myrart som beskrevs av Kempf 1964. Anochetus vexator ingår i släktet Anochetus och familjen myror. Inga underarter finns listade i Catalogue of Life.